# رود سلودا
رود سلودا رودی است به Congaree River می‌ریزد. این رود از کشور ایالات متحده آمریکا می‌گذرد. طول آن ۲۰۰ مایل (۳۲۰ کیلومتر) است.